# Armlehne

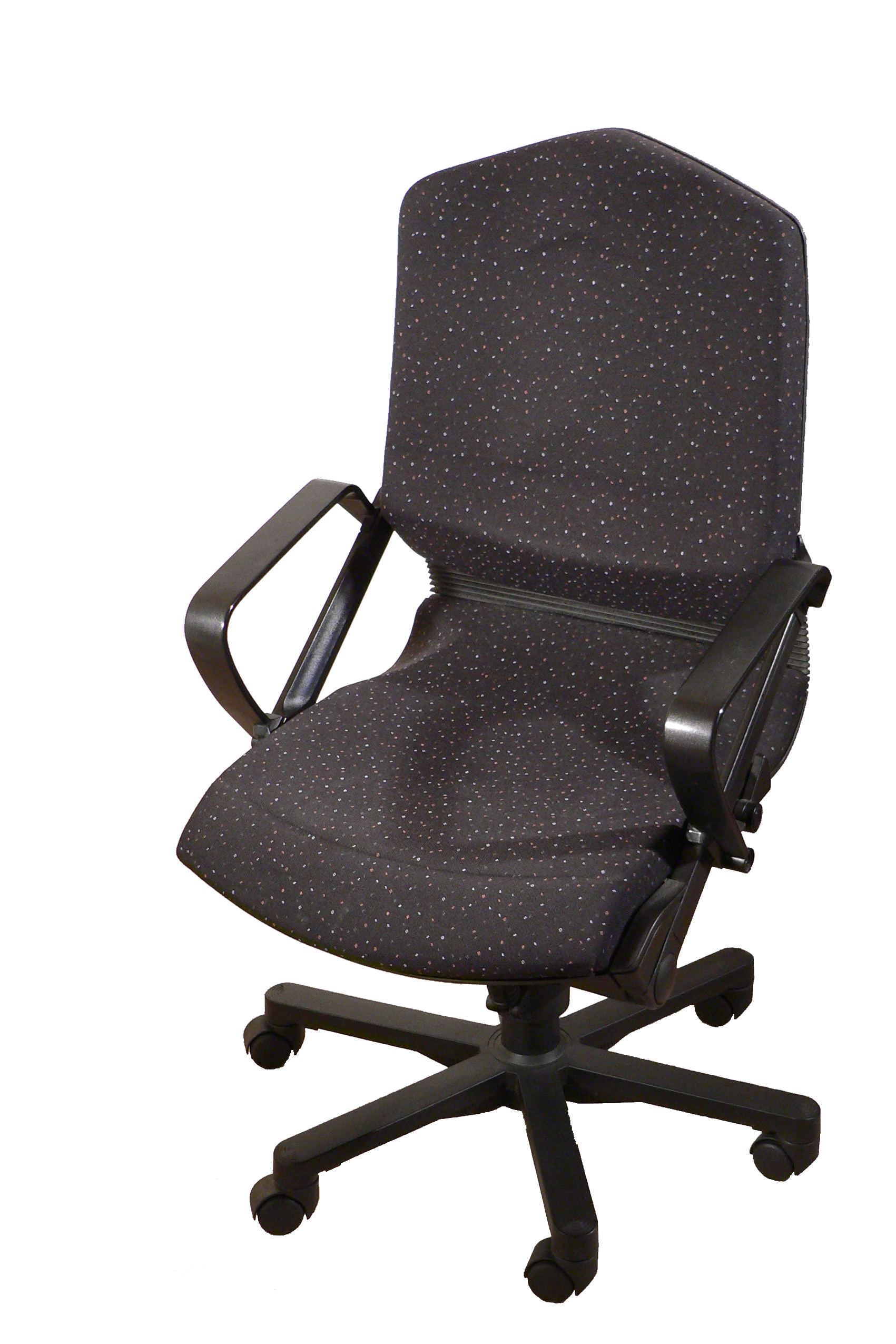
Bürostuhl mit Armlehnen

Eine Armlehne ist ein Ausstattungsmerkmal eines Sitzmöbels. Rechts und links wird Platz zum Ruhen eines Armes oder beider Arme geboten, dabei werden die Unterarme abgelegt. Die Armlehnen existieren meist paarweise und dienen dem Komfort.
Armlehnen gibt es bei vielen Arten von Stühlen, zum Beispiel an Liegestühlen, Lehnstühlen, Sofas, Bürostühlen, Flugzeugsitzen, Rollstühlen und an vielen Sitzen in Automobilen und Personenwagen von Eisenbahnen.

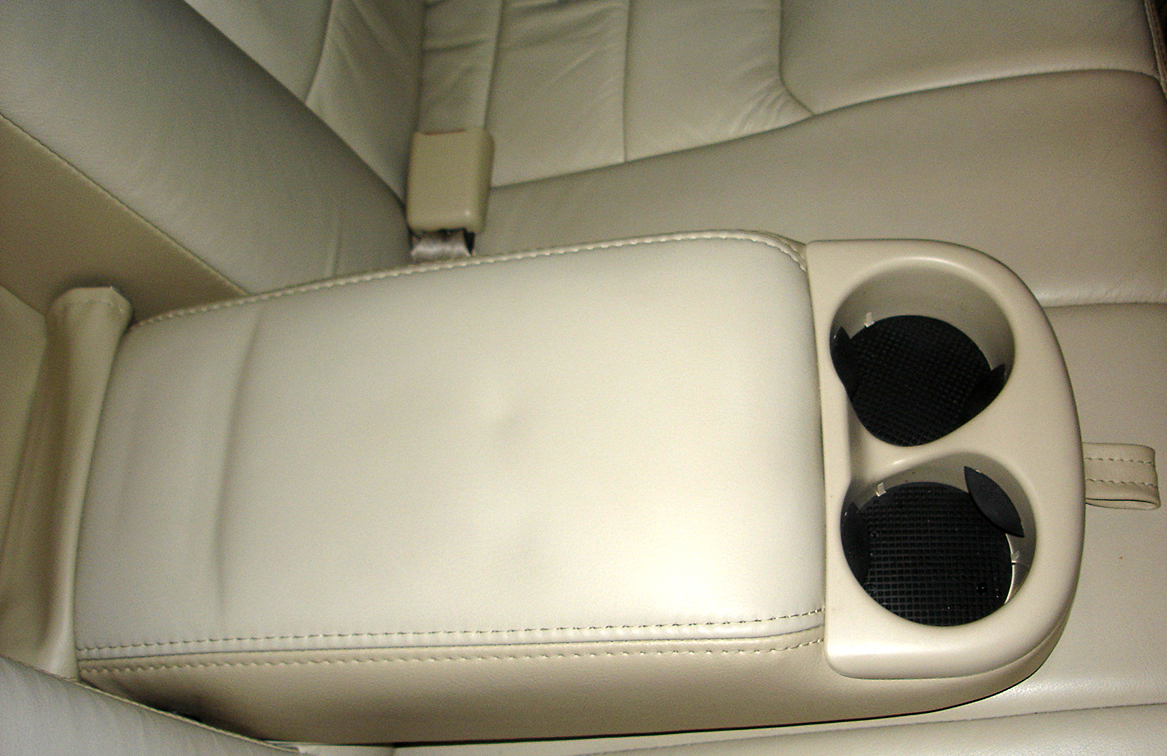
Armlehne eines Lincoln Town Car Signature mit Halterungen für Getränkebecher

Bei manchen Automobilen gibt es Armlehnen in der Mittelkonsole der vorderen oder hinteren Sitze, meist jedoch in der Tür. Automobile der gehobenen Klasse bieten in der Armlehne Stauraum für Getränke und Bedienungselemente elektrischer Geräte.